# Roberto Zammarini
Roberto Zammarini (Casalmaggiore, 5 luglio 1996) è un calciatore italiano, centrocampista del Giugliano.

## Caratteristiche tecniche
Centrocampista molto duttile, gioca prevalentemente come mezzala, ma può essere schierato anche come trequartista. Ha dichiarato di ispirarsi ad Arturo Vidal.

## Carriera

### Gli inizi al Mantova
Cresciuto nel settore giovanile del Mantova, ha esordito in prima squadra il 30 agosto 2014, nella partita persa per 1-0 contro l'Alessandria, segnando invece la prima rete tra i professionisti il 23 novembre seguente, nella vittoria ottenuta per 0-2 contro la Giana Erminio. Dopo aver collezionato 67 presenze totali con i Virgiliani, il 9 gennaio 2017 viene acquistato dal Pisa.

### Pisa e Pordenone
Retrocesso in Serie C al termine della stagione, l'11 gennaio 2018 passa a titolo temporaneo al Pordenone. Dopo essere rientrato al club toscano, il 31 gennaio 2019 viene nuovamente ceduto al Pordenone, con cui conquista la prima storica promozione nella serie cadetta e vince la Supercoppa di Categoria. Il 13 agosto il prestito viene prolungato per un'altra stagione.
Rientrato al Pisa, dopo aver disputato con i nerazzurri una partita di Coppa Italia, il 5 ottobre 2020 torna nuovamente al Pordenone. Il 14 giugno 2021 viene riscattato dal club friulano, con cui firma un triennale.

### Catania
Il 22 luglio 2023 viene acquistato dal Catania.

## Statistiche

### Presenze e reti nei club
Statistiche aggiornate al 17 maggio 2025.
| Stagione         | Squadra          | Campionato       | Campionato | Campionato | Coppe nazionali | Coppe nazionali | Coppe nazionali | Coppe continentali | Coppe continentali | Coppe continentali | Altre coppe | Altre coppe | Altre coppe | Totale | Totale |
| Stagione         | Squadra          | Comp             | Pres       | Reti       | Comp            | Pres            | Reti            | Comp               | Pres               | Reti               | Comp        | Pres        | Reti        | Pres   | Reti   |
| ---------------- | ---------------- | ---------------- | ---------- | ---------- | --------------- | --------------- | --------------- | ------------------ | ------------------ | ------------------ | ----------- | ----------- | ----------- | ------ | ------ |
| 2014-2015        | Mantova          | LP               | 18         | 1          | CI-LP           | 1               | 0               | -                  | -                  | -                  | -           | -           | -           | 19     | 1      |
| 2015-2016        | Mantova          | LP               | 23+2       | 1          | CI-LP           | 1               | 0               | -                  | -                  | -                  | -           | -           | -           | 26     | 1      |
| 2016-gen. 2017   | Mantova          | LP               | 20         | 4          | CI-LP           | 2               | 0               | -                  | -                  | -                  | -           | -           | -           | 22     | 4      |
| Totale Mantova   | Totale Mantova   | Totale Mantova   | 61+2       | 6          |                 | 4               | 0               |                    | -                  | -                  |             | -           | -           | 67     | 6      |
| gen.-giu. 2017   | Pisa             | B                | 10         | 0          | CI              | -               | -               | -                  | -                  | -                  | -           | -           | -           | 10     | 0      |
| 2017-gen. 2018   | Pisa             | C                | 10         | 0          | CI+CI-C         | 0+1             | 0               | -                  | -                  | -                  | -           | -           | -           | 11     | 0      |
| gen.-giu. 2018   | Pordenone        | C                | 16+1       | 5          | CI+CI-C         | -               | -               | -                  | -                  | -                  | -           | -           | -           | 17     | 5      |
| 2018-gen. 2019   | Pisa             | C                | 15         | 1          | CI+CI-C         | 4               | 2               | -                  | -                  | -                  | -           | -           | -           | 19     | 3      |
| gen.-giu. 2019   | Pordenone        | C                | 15         | 1          | CI+CI-C         | -               | -               | -                  | -                  | -                  | SC-C        | 2           | 0           | 17     | 1      |
| 2019-2020        | Pordenone        | B                | 19+1       | 0          | CI              | 0               | 0               | -                  | -                  | -                  | -           | -           | -           | 20     | 0      |
| sett.-ott. 2020  | Pisa             | B                | 0          | 0          | CI              | 1               | 0               | -                  | -                  | -                  | -           | -           | -           | 1      | 0      |
| Totale Pisa      | Totale Pisa      | Totale Pisa      | 35         | 1          |                 | 6               | 2               |                    | -                  | -                  |             | -           | -           | 41     | 3      |
| ott. 2020-2021   | Pordenone        | B                | 29         | 4          | CI              | 1               | 0               | -                  | -                  | -                  | -           | -           | -           | 30     | 4      |
| 2021-2022        | Pordenone        | B                | 33         | 2          | CI              | 1               | 0               | -                  | -                  | -                  | -           | -           | -           | 34     | 2      |
| 2022-2023        | Pordenone        | C                | 37+2       | 1          | CI-C            | 1               | 0               |                    | -                  | -                  |             | -           | -           | 40     | 1      |
| Totale Pordenone | Totale Pordenone | Totale Pordenone | 149+4      | 13         |                 | 3               | 0               |                    | -                  | -                  |             | 2           | 0           | 158    | 13     |
| 2023-2024        | Catania          | C                | 34+3       | 3          | CI-C            | 7               | 1               | -                  | -                  | -                  | -           | -           | -           | 44     | 4      |
| 2024-2025        | SPAL             | C                | 36+2       | 0          | CI-C            | 1               | 0               | -                  | -                  | -                  | -           | -           | -           | 39     | 0      |
| Totale carriera  | Totale carriera  | Totale carriera  | 315+11     | 23         |                 | 21              | 3               |                    | -                  | -                  |             | 2           | 0           | 349    | 26     |

## Palmarès

### Club

#### Competizioni nazionali
- Serie C: 1

Pordenone: 2018-2019 (girone B)
- Supercoppa di Serie C: 1

Pordenone: 2019
- Coppa Italia Serie C: 1

Catania: 2023-2024